# بادنغان السفلي (باتاوة)
بادنغان السفلی (بالفارسية: بادنگان سفلی) هي قرية تقع في إيران في قسم باتاوة الريفي. يقدر عدد سكانها بـ 229 نسمة بحسب إحصاء 2016.